# チェリ・タマーシュ
チェリ・タマーシュ（Cseri Tamás 、1988年1月15日 - ）は、ハンガリー・ジェール出身の同国代表プロサッカー選手。メゼーケヴェシュド・ジョーリSE所属。ポジションはMF。

## 経歴

### クラブ
2015年7月1日、キシュヴァールダFCに移籍。2017年7月15日、メゼーケヴェシュド・ジョーリSEに移籍。

### 代表
2020年9月6日、UEFAネーションズリーグ2020-21のロシア代表戦で、32歳にしてハンガリー代表デビューを果たした。
2021年6月、UEFA EURO 2020参加メンバーに選出された。